# Старая Вожойка
Старая Вожойка — деревня в Якшур-Бодьинском районе Удмуртской республики.

## География
Находится в центральной части Удмуртии на расстоянии приблизительно 18 км на юг по прямой от районного центра села Якшур-Бодья.

## История
Известна с 1955 года как поселок. До 2021 год входила в состав Селычинского сельского поселения. Ныне имеет характер дачного поселения.

## Население
Постоянное население не было учтено как в 2002 году, так и в 2012.